# Juliette Sales
Pour les articles homonymes, voir Sales.
Juliette Sales, née le 31 juillet 1965 à Paris, est une scénariste, réalisatrice et  productrice française. Elle est connue pour ses collaborations avec Fabien Suarez, avec qui elle a réalisé et coécrit plusieurs films.

## Biographie
Au cours de ses études à Institut d'études politiques de Paris - section Service Public -, elle participe à la revue Études cinématographiques au travers de l'écriture de plusieurs articles qu'elle a rédigés, aux dossiers consacrés à Wim Wenders, Alain Cavalier, Andreï Tarkovski, Robert Altman. Elle continue d'exercer cette activité par la suite.
Elle poursuit ses études en Angleterre (Master of Arts), à l'université du Kent à Canterbury.
De 1990 à 1997 elle intègre la production chez UGC. Son parcours professionnel couvre le secteur financier et administratif, les aspects scénaristique au travers du métier lectrice au Centre national du cinéma et de l'image animée puis au développement à UGC IMAGES. Elle a ainsi participé aux films Libera Me d'Alain Cavalier, et Une femme française de Régis Wargnier. Ensuite, Juliette Sales quitte UGC pour intégrer le Conservatoire européen d'écriture audiovisuelle, promotion 1998.
En 2012, Juliette Sales écrit avec Fabien Suarez, une adaptation de Belle et Sébastien  d'après l'œuvre originale de Cécile Aubry. Réalisé par Nicolas Vanier, produit par Gaumont le film est sorti sur les écrans le 18 décembre 2013.
Juliette Sales et Fabien Suarez ont, par ailleurs, coréalisé un court métrage Super girl.
Elle est membre du collectif 50/50 qui a pour but de promouvoir l’égalité des femmes et des hommes et la diversité dans le cinéma et l’audiovisuel,.

## Filmographie

### Au cinéma

#### Comme scénariste
- 2005 : Je ne suis pas là pour être aimé coécrit avec Stéphane Brizé
- 2005 : Sauf le respect que je vous dois coécrit avec Fabienne Godet et Franck Vassal
- 2005 : Zaïna, cavalière de l'Atlas coécrit avec Bourlem Guerdjou
- 2006 : Piccolo, Saxo et Compagnie (film) coécrit avec Isabelle de Catalogne et André Popp
- 2008 : Dorothy coécrit avec Agnès Merlet
- 2009 : Toi, moi, les autres coécrit avec Aline Mehouel et Audrey Estrougo
- 2010 : Aux armes, etc. coécrit avec Audrey Estrougo
- 2010 : Super Girl
- 2011 : Poupoupidou coécrit avec Gérald Hustache-Mathieu
- 2011 : Je n'ai rien oublié coécrit avec Jennifer Devolvere, Bruno Chiche et Fabrice Roger-Lacan d’après le roman "Small World" de Martin Suter.
- 2013 : Belle et Sébastien à partir du scénario original de Cécile Aubry, adapté et coécrit avec Fabien Suarez et Nicolas Vanier
- 2014 : Omni Visibilis coécrit avec Fabien Suarez
- 2018 : Les Aventures de Spirou et Fantasio coécrit avec Fabien Suarez
- 2023 : Normale coécrit avec Olivier Babinet et Fabien Suarez
- 2025 : Toutes pour une coécrit avec Fabien Suarez

#### Comme réalisatrice
- 2009 : Super girl court-métrage coréalisé avec Fabien Suarez

#### Comme productrice
- 1997 : La Cible long-métrage coproduit avec Daniel Delume, Isabelle Fauvel, Marcel Hoehn, Yves Marmion, Anne Mathieu, Antonio P.Pérez et Laurent Thiry.

### À la télévision

#### Comme scénariste
- 2008 : Scalp Saison 1 épisode 7 -  coécrit avec Xavier Durringer, Nathalie Hertzberg, Stéphane Kazandjian, Olivier Loustau et  Bruno Petit